# Käsmu
Käsmu (Duits: Kasperwiek) is een plaats in de Estlandse gemeente Haljala, provincie Lääne-Virumaa. De plaats heeft 137 inwoners (2021) en heeft de status van dorp (Estisch: küla).
Tussen 1971 en 1999 vormde Käsmu samen met het naburige Võsu een aparte gemeente Võsu. In 1999 fuseerde de gemeente Võsu met de gemeente Vihula. Die ging in 2017 op in de gemeente Haljala.
Käsmu ligt aan de Finse Golf op het gelijknamige schiereiland (Estisch: Käsmu poolsaar). Ten oosten van Käsmu ligt de Baai van Käsmu (Käsmu laht), ten westen ligt de Baai van Eru (Eru laht). Käsmu heeft een haven. Ten zuidwesten van het dorp ligt het meer Käsmu järv.

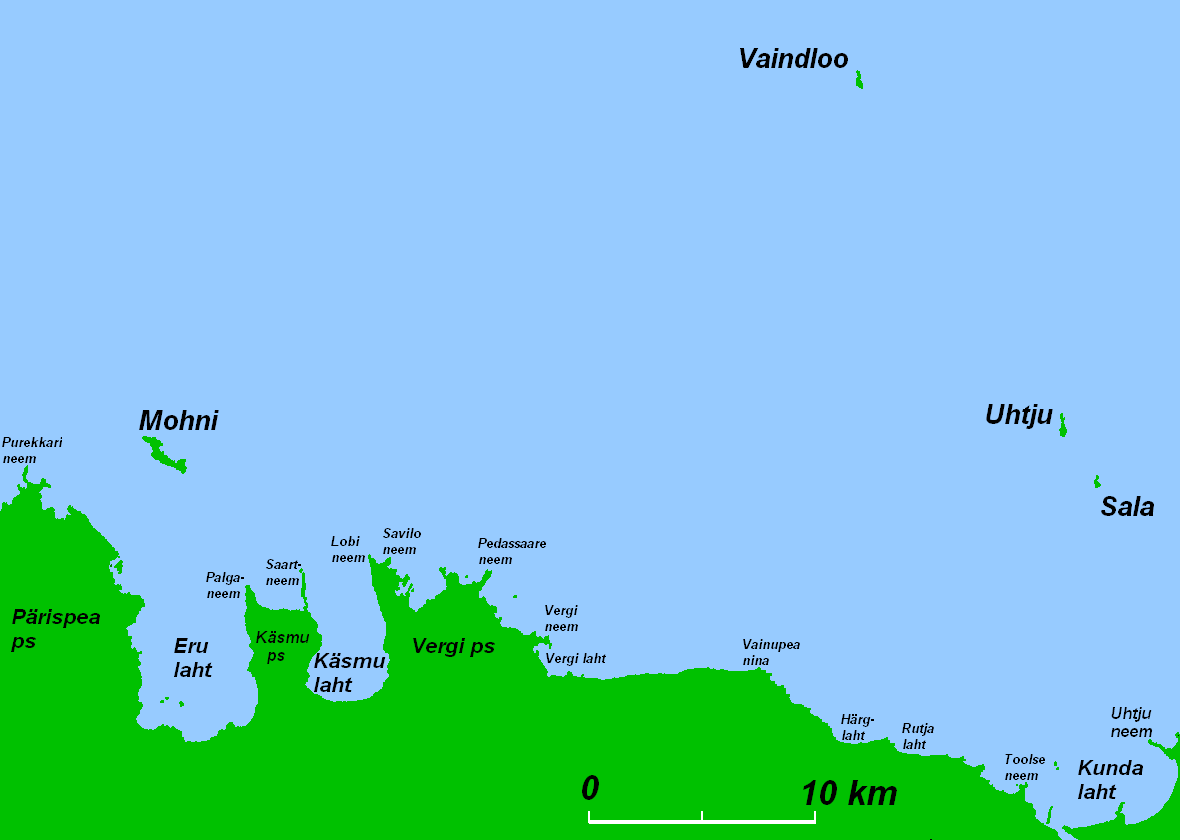
Het schiereiland Käsmu en omgeving

## Geschiedenis
Käsmu werd in 1453 voor het eerst genoemd onder de naam Kesamo. Het grondgebied viel onder dezelfde eigenaar als het landgoed Aaspere. In elk geval in 1524 was er sprake van een nederzetting. Het dorp was oorspronkelijk vooral een vissersdorp.
In de 19e eeuw werden er in Käsmu schepen gebouwd. Tussen 1884 en 1931 had Käsmu een zeevaartschool, waar meer dan 500 kapiteins en stuurlui zijn opgeleid. Velen van hen bleven er wonen na hun opleiding; Käsmu had de bijnaam ‘kapiteinsdorp’.
In 1891 kreeg Käsmu een houten vuurtoren. De huidige houten kerk werd gebouwd in 1863. Het kerkhof bij de kerk heeft een groot aantal monumentale graven. Het bekendste is het graf van de jongestorven Signe Tiedemann (1910-1935), dochter van de kapitein Oskar-Leopold Tiedemann, met een beeld van een knielende vrouw.
Sinds 1993 heeft Käsmu een maritiem museum.

## Foto's

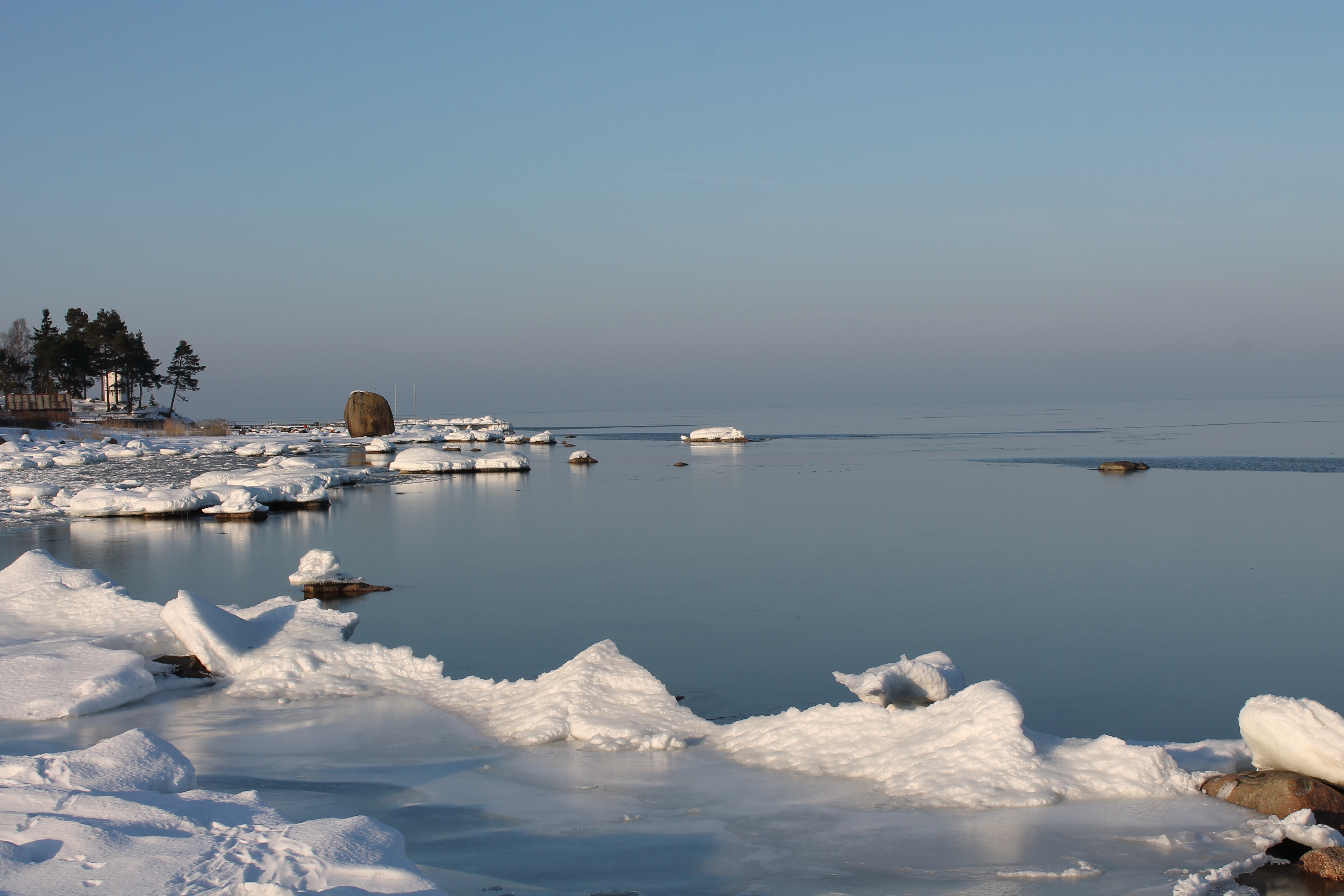
Het strand van Käsmu in de winter
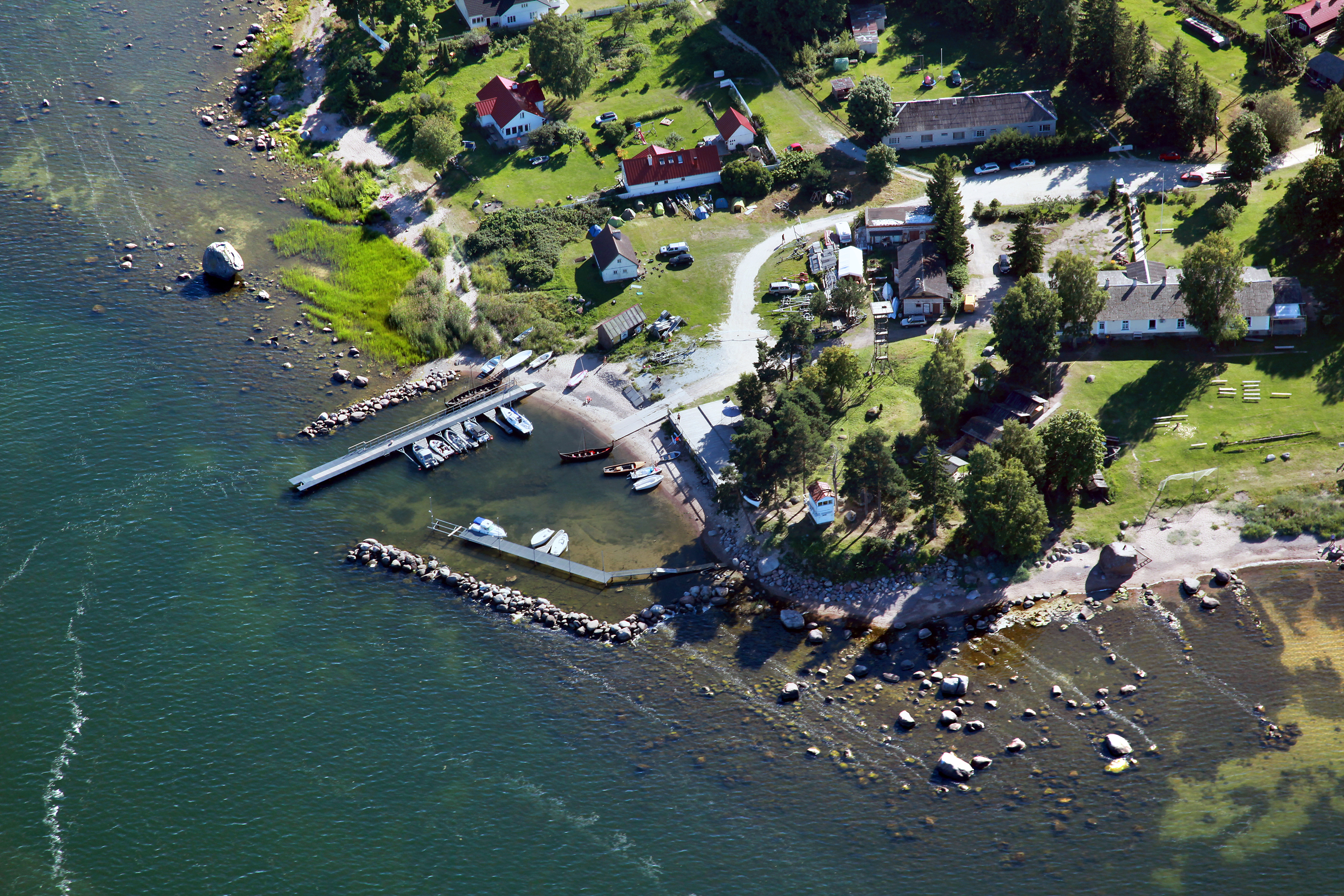
De haven van Käsmu vanuit de lucht
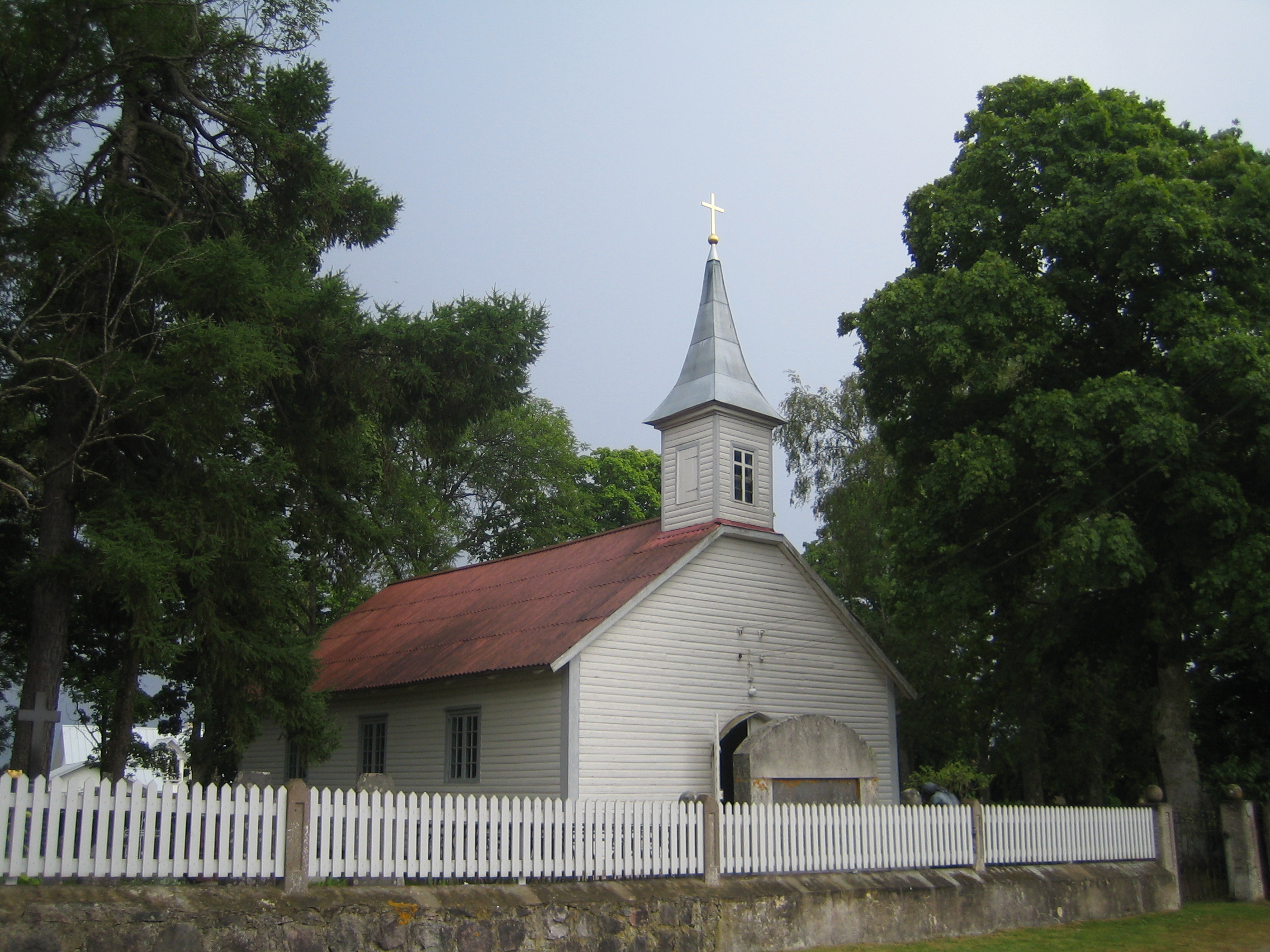
De houten kerk van Käsmu
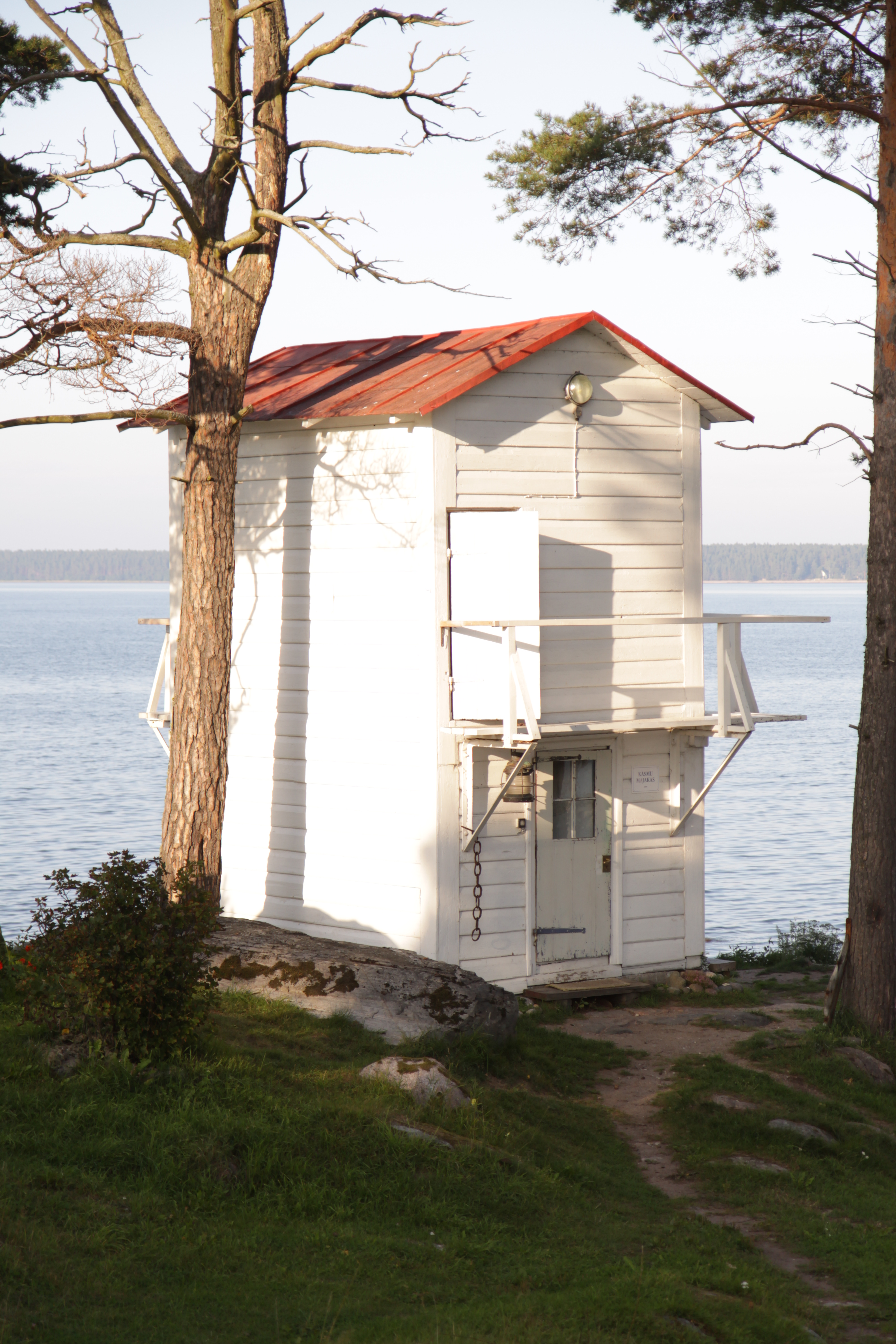
De houten vuurtoren van Käsmu
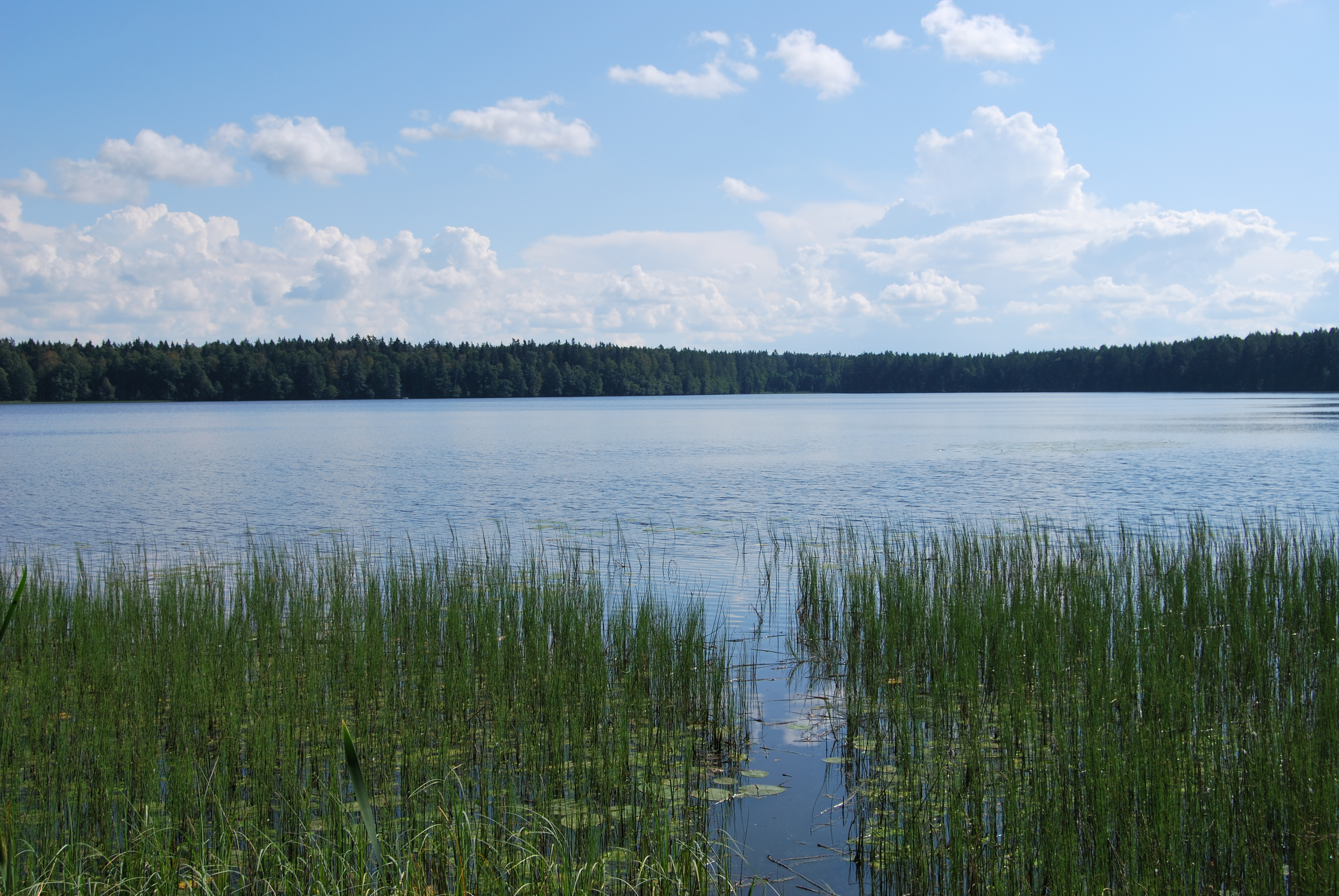
Het Käsmu järv